# Choe Son-hui
Dans ce nom coréen, le nom de famille, Choe, précède le nom personnel.
Choe Son-hui (9 février 1958) est une personnalité politique Nord-Coréenne. Le 11 juin 2022 elle succède à Ri Son-gwon au poste de Ministre des affaires étrangères. Elle est la première femme à occuper ce poste.